# All Summer Long
All Summer Long, album med The Beach Boys utgivet 1 juli 1964. All Summer Long var gruppens sjätte album och det är producerad av Brian Wilson.
Albumet nådde Billboard-listans 4:e plats.

## Låtlista
Singelplacering i Billboard inom parentes
1. I Get Around (B. Wilson) (#1)
2. All Summer Long (B. Wilson)
3. Hushabye (Doc Pomus/M. Schuman)
4. Little Honda (B. Wilson/M. Love) (#65)
5. We'll Run Away (B. Wilson/G. Usher)
6. Carl's Big Chance (instrumental) (B. Wilson/C. Wilson)
7. Wendy (B. Wilson) (#44)
8. Do You Remember? (B. Wilson)
9. Girls On The Beach (B. Wilson)
10. Drive-In (B. Wilson)
11. Our Favorite Recording Sessions (B. Wilson/C. Wilson/D. Wilson/M. Love/A. Jardine)
12. Don't Back Down (B. Wilson)

När skivbolaget Capitol återutgav Beach Boys-katalogen 1990 parades albumet All Summer Long ihop med albumet Little Deuce Coupe på en CD. Dessutom fanns nedanstående fyra bonusspår på skivan:
1. Be True To Your School (singel-version) (B. Wilson) (#6)
2. All Dressed up for School (B. Wilson)
3. Little Honda (alternativ version) (B. Wilson/M. Love)
4. Don't Back Down (alternativ version) (B. Wilson)